# Písařov
Písařov (v místním nářečí Pisarov, německy Schreibendorf) je obec v okrese Šumperk v Olomouckém kraji. Žije zde 711 obyvatel.

## Historie
První písemná zmínka o obci pochází z roku 1278.

## Obyvatelstvo
| Rok            | 1869  | 1880  | 1890  | 1900  | 1910  | 1921  | 1930  | 1950 | 1961 | 1970 | 1980 | 1991 | 2001 | 2011 | 2021 |
| -------------- | ----- | ----- | ----- | ----- | ----- | ----- | ----- | ---- | ---- | ---- | ---- | ---- | ---- | ---- | ---- |
| Počet obyvatel | 2 148 | 2 196 | 2 238 | 2 027 | 1 830 | 1 620 | 1 516 | 936  | 896  | 817  | 771  | 716  | 705  | 675  | 677  |
| Počet domů     | 287   | 296   | 289   | 293   | 308   | 296   | 308   | 296  | 247  | 230  | 211  | 266  | 266  | 268  | 283  |

## Obecní správa

### Části obce
- Bukovice
- Písařov

### Obecní symboly
Znak a vlajka byly obci uděleny rozhodnutím předsedy Poslanecké sněmovny Parlamentu České republiky dne 19. května 1998.

## Pamětihodnosti
- kostel Rozeslání svatých apoštolů
- Venkovská usedlost v jihozápadní části obce